# Laurie Penny

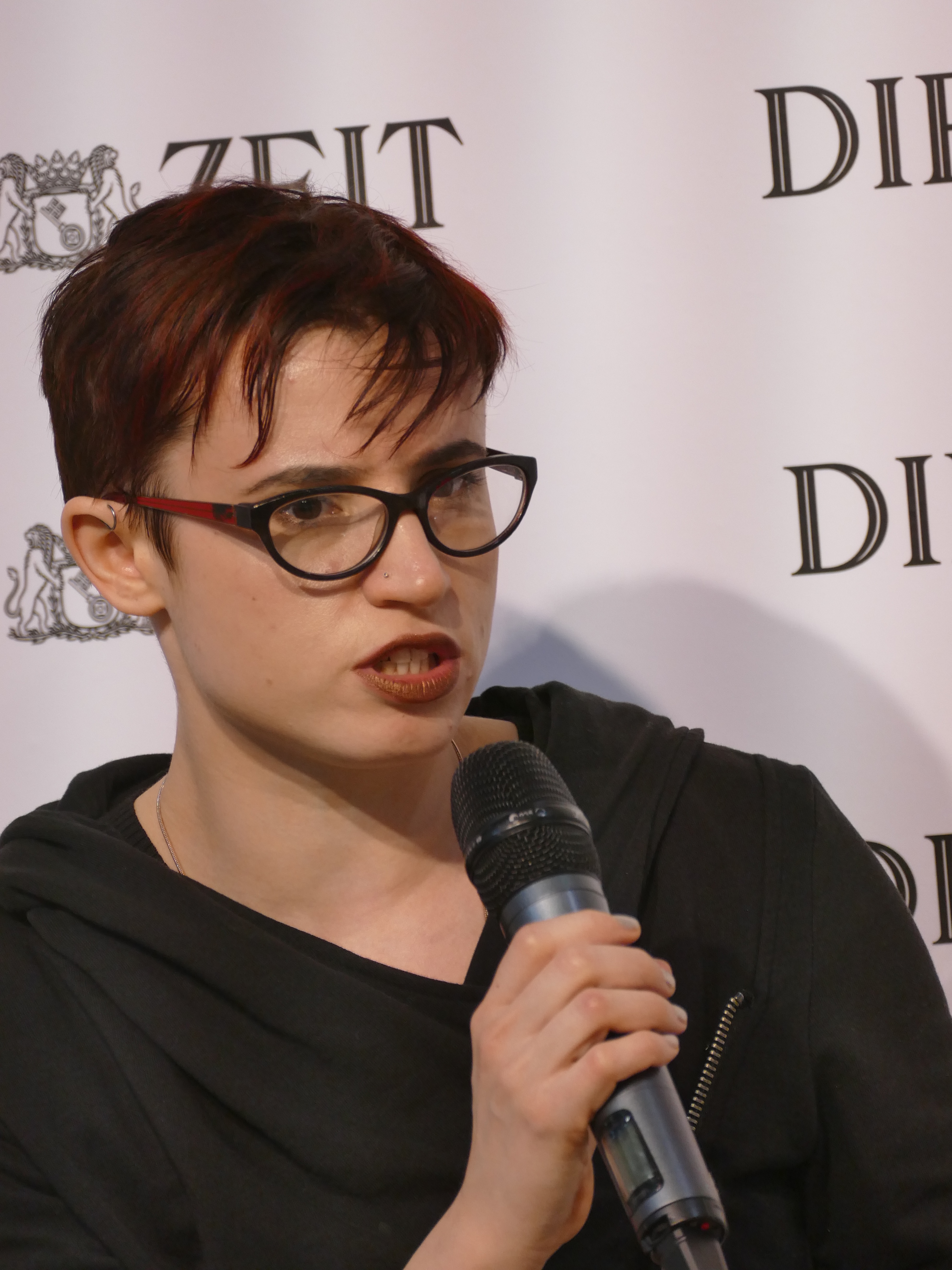
Laurie Penny auf der Leipziger Buchmesse 2016

Laurie Penny (geboren am 28. September 1986 in London) ist eine britische Journalistin, Autorin, Bloggerin und Feministin. Sie schreibt für The Independent, The Guardian, The Times und den New Statesman. International bekannt wurde sie mit ihrem Buch Meat Market. Female Flesh Under Capitalism (2011), das 2012 in deutscher Übersetzung unter dem Titel Fleischmarkt erschien.

## Leben und Themen
Laurie Penny wuchs in Brighton auf. Sie besuchte das Brighton College und studierte Englische Literatur am Wadham College der Universität Oxford. Sie schloss ihr Studium 2007 ab. Seitdem betreibt sie das Weblog Penny Red, welches 2011 für den Orwell Prize nominiert war. Pennys Blog-Texte  sind in dem 2011 erschienenen Band Penny Red. Notes from the New Age of Dissent versammelt. Sie versteht sich als sozialistische Feministin; linke Politik und Feminismus gehören für sie zusammen.
Laurie Penny ist Kolumnistin und Reporterin bei der britischen Onlinezeitung The Independent. Sie schreibt regelmäßig für The Guardian, The Times und New Statesman. Ihre Themen sind Popkultur, Politik und Feminismus.
Im April 2014 erhielt Penny ein Nieman-Stipendium für das Studienjahr 2014–2015.
Seit Ende 2020 ist Penny verheiratet; nach eigener Aussage führt sie eine offene Beziehung (polyamor). Penny definiert sich seit 2016 als genderqueer (nichtbinär), verwendet aber weibliche Pronomen.

## Werk
In ihrem 2011 erschienenen Buch Meat Market (deutscher Titel: Fleischmarkt) analysierte Laurie Penny die Strategien, mit denen Frauenkörper im Spätkapitalismus entmachtet und kontrolliert werden. Sie lege den  alltäglichen Sexismus des Mainstreams offen, von den Medien bis hin zu sexistischer Werbung, Schlankheitswahn und Pornografie. Das Buch sei ein „zorniges Manifest“, das unter Frauen ein Bewusstsein für die eigene Unterdrückung schaffen soll, um ihnen den Ausbruch daraus zu ermöglichen, so die Rezensentin Antonia Kurz in der Süddeutschen Zeitung. Laurie Penny, die selbst Ex-Anorektikerin ist, sei dabei ebenso pointiert wie präzise, schreibt Sabine Rohlf in ihrer Rezension für die Frankfurter Rundschau. Sie sei eine junge Autorin, „die den Nerv für klare Worte hat und sich eine bessere Welt immerhin vorstellen kann“. Der Spiegel bezeichnete das Buch als „brillantes Plädoyer für einen neuen Feminismus“. Die Zeit-Rezensentin Marie Schmidt zieht das Fazit: Am utopischen Horizont des Feminismus, den Laurie Penny vertritt, liege eine Gesellschaft, in der es so viele verschiedene Geschlechteridentitäten gäbe wie Menschen. Laurie Penny fordere deshalb Solidarität zwischen „all jenen, die in der heutigen Welt an Geschlechtszuschreibungen leiden“. Ihr Buch sei eine starke Ermutigung für einen jungen, lebendigen Feminismus.
Im Vorwort eines Readers mit Texten von Pussy Riot und deren Briefen aus dem Gefängnis erinnert Laurie Penny an die Physikerin und Dichterin Irina Ratuschinskaja (geboren 1954), die 1983 wegen „antisowjetischer Agitation und Propaganda“ zu sieben Jahren Straflager und fünf Jahren Verbannung verurteilt wurde.
2014 veröffentlichte Laurie Penny ihr fünftes Buch Unspeakable Things. Sex, Lies and Revolution (deutscher Titel: „Unsagbare Dinge. Sex, Lügen und Revolution“), in dem sie die ihrer Meinung nach  dominierenden Vorstellungen von romantischer Liebe und Partnerschaft sowie die sexuelle Unterdrückung von Frauen kritisiert. Sie sieht das kapitalistische System als Ursache dafür, dass der Feminismus „seit ungefähr einem Vierteljahrhundert auf der Stelle tritt“ und „bis zur Unkenntlichkeit zu einer Hochleistungsmaschinerie verdreht worden“ ist. Vom feministischen Mainstream halte sie nichts, weil es ihm nur um die Aufstiegschancen (Konzernvorstände) von Mittelschichtsfrauen gehe. Die Genderzwangsjacke treffe auch Männer in all ihrer Härte, doch sei das Perfektionismusgebot für Aussehen, Ernährung und Interaktionsmuster für die Frauen deutlich einschränkender. Besonders wirtschaftlich gescheiterte, heterosexuelle junge Männer, von denen es viele gebe, ließen ihre Frustration an den gesellschaftlichen Gruppen aus, über die der Kapitalismus ihnen noch Macht zugestehe, nämlich Frauen und Schwule; so werde eine „Männlichkeit in der Krise“ verkauft, wo es laut Penny in Wahrheit um eine Krise des Kapitalismus gehe.
2022 veröffentlichte Penny das Buch Sexuelle Revolution. Rechter Backlash und feministische Zukunft in englischer und deutscher Sprache. Sie vertritt darin die These, dass für guten Sex finanzielle Unabhängigkeit wichtig sei. Die aktuelle sexuelle Revolution bestehe darin, dass Frauen wenn sie diese Freiheit haben, zunehmend und in großer Zahl auf unbefriedigende Beziehungen und auf Kinder verzichten. Andererseits führe dies zu einem Backlash und Impuls der Kontrolle über weibliche Körper.

## Rezeption
Die Zeit nannte Penny die „derzeit wichtigste junge Feministin“. Im Guardian schrieb die damalige Orwell-Prize-Jurorin Gaby Hinsliff in ihrer Rezension zu Pennys Buch Unspeakable Things (2014): „We shortlisted her because – then as now – she wrote like a dream: she had such a raw, bright, urgent voice and she was telling such different stories to everyone else.“ (deutsch: „Wir nominierten sie, weil sie – damals wie heute – wie im Traum schrieb: sie hatte solch eine raue, intelligente, eindringliche Stimme und erzählte Geschichten, die so anders waren als die aller anderen.“)
Im Zuge der Kampagne #ausnahmslos gegen sexualisierte Gewalt und Rassismus nach den sexuellen Übergriffen von Köln, zu deren Erstunterzeichnerinnen auch Penny gehörte, wurde von der Amadeu Antonio Stiftung u. a. mit Blick auf Aufrufe Pennys zum Boykott Israels kritisiert, dass „eine Sensibilisierung beim Thema Antisemitismus bei den Initiator_innen der Kampagne nicht im ausreichenden Maße vorhanden“ sei. In der linken Wochenzeitung Jungle World wurde Penny für ihre Haltung und ihre Unterstützung der BDS-Kampagne kritisiert.
Die feministische Bloggerin Merle Stöver kritisierte den strukturellen Antisemitismus, der in Laurie Pennys Haltung zu Israel zum Ausdruck komme. In einem „Brief an die deutsche Linke“ trat Laurie Penny der Kritik entgegen. Stöver erhielt daraufhin private Nachrichten mit Gewaltandrohungen und öffentlichen Beleidigungen.

## Auszeichnungen
- 2011: Longlist Orwell Prize für Penny Red. Notes from the New Age of Dissent[3]
- 2012: Shortlist Bread and Roses Award für Penny Red. Notes from the New Age of Dissent[29]

## Publikationen

### Bücher
- Penny Red. Notes from the New Age of Dissent. Pluto Press, London 2011, ISBN 978-0-7453-3208-6.
- Meat Market. Female Flesh Under Capitalism. Zero Books, Winchester/Washington 2011, ISBN 978-1-84694-521-2.
  - Fleischmarkt. Weibliche Körper im Kapitalismus. Edition Nautilus, Hamburg 2012, ISBN 978-3-89401-755-2.
- Discordia. Six Nights in Crisis Athens. Random House, 2012, ISBN 978-1-4481-5684-9.
- Cybersexism. Sex, Gender and Power on the Internet. Bloomsbury Publishing, London 2013, ISBN 978-1-4088-5320-7.
- Unspeakable Things. Sex, Lies and Revolution. Bloomsbury, London 2014, ISBN 978-1-4088-2474-0.
  - Unsagbare Dinge. Sex, Lügen und Revolution. Edition Nautilus, Hamburg 2015, ISBN 978-3-89401-817-7.
- Babys machen und andere Storys. Edition Nautilus, Hamburg 2016, ISBN 978-3-96054-000-7 (Originalausgabe Verlagsseite).
- Bitch Doktrin: Gender, Macht und Sehnsucht. Aus dem Englischen von Anne Emmert, Edition Nautilus, Hamburg 2017, ISBN 978-3-96054-056-4.
- Sexual Revolution. Modern Fascism and the Feminist Fightback. Bloomsbury Publishing PLC, London 2022.
  - Sexuelle Revolution. Rechter Backlash und feministische Zukunft. Aus dem Englischen von Anne Emmert, Edition Nautilus, Hamburg 2022, ISBN 978-3-96054-286-5.

### Buchbeiträge
- Lisa Appignanesi, Rachel Holmes, Susie Orbach (Hrsg.): Fifty Shades of Feminism. Virago, London 2013, ISBN 978-1-84408-945-1, S. 28 f.
- Vorwort von Laurie Penny zu: Pussy Riot a punk prayer for freedom: letters from prison, songs, poems, and courtroom statements. New York Feminist, New York 2013, ISBN 978-1-55861-834-3.
  - Vorwort von Laurie Penny zu: Ein Punkgebet für die Freiheit. Pussy Riot! Edition Nautilus, Hamburg 2012, ISBN 978-3-89401-769-9.

### Zeitschriftenartikel
- Feminismus: Die Befreiung der Männer. In: Blätter für deutsche und internationale Politik. Nr. 6, 2015, ISSN 0006-4416, S. 81–90.

### Blogs
- Laurie Penny on Steubenville: this is rape culture's Abu Ghraib moment, bei New Statesman, 19. März 2013, als Auszug in deutscher Übersetzung Steubenville. Die netten Jungs von nebenan, bei: Emma, 1. Mai 2013. (Über einen Vergewaltigungsfall in Steubenville, Ohio im Jahr 2012)
- Ein Brief an die (anti-)deutsche Linke